# Lerisetron
Lerisetron (tên mã F-0930-RS) là một loại thuốc hoạt động như một chất đối kháng ở thụ thể 5-HT3. Đây là một chất chống nôn mạnh  và đã được thử nghiệm lâm sàng trong điều trị buồn nôn liên quan đến hóa trị ung thư.